# Ravne, Ajdovščina
Ravne este o localitate din comuna Ajdovščina, Slovenia, cu o populație de 131 de locuitori.